# Черносошные крестьяне
Черносошные крестьяне — категория тяглых людей в России в XV—XVII веках.
В отличие от крепостных крестьян, черносошные крестьяне не были лично зависимыми, а потому несли тягло не в пользу помещиков, а в пользу Российского государства. Земля составляла как бы собственность черносошного крестьянина; он мог отдавать её в залог и продавать, но с условием, чтобы покупщик тянул в общинные разрубы и разметы или сразу уплатил все общинные пошлины, «обелил» участок.
Жили преимущественно на малоосвоенных окраинах страны с суровым климатом, а потому часто вынуждены были заниматься охотой, рыболовством, пушным промыслом, собирательством и торговлей. Особенно много черносошных крестьян было в Поморье и Сибири. Исторически наиболее многочисленными (до 1 млн чел. к началу XVIII века) черносошные крестьяне были в Поморье (так наз. «Голубая Русь»), которое не знало крепостного права. Это позволило черносошникам рано включиться во внешнюю торговлю со странами Запада через Архангельск. В XVIII веке черносошные крестьяне вошли в состав государственных крестьян.